# 3:47 EST
Albums de Klaatu
Hope
(1977)
3:47 EST est le premier album du groupe de rock canadien Klaatu, sorti en 1976.
Comme le nom du groupe, le titre de l'album est une référence au film de science-fiction Le Jour où la Terre s'arrêta (The Day the Earth Stood Still, 1951). Dans le film, l'extra-terrestre Klaatu arrive sur Terre à 3 heures 47 EST (heure de Washington). L'album est sorti sous le nom Klaatu aux États-Unis à la demande du label Capitol Records.

## Titres

### Face 1
1. Calling Occupants of Interplanetary Craft (John Woloschuk, Terry Draper) – 7:14
2. California Jam (Woloschuk, Dino Tome) – 3:01
3. Anus of Uranus (Dee Long) – 3:16
4. Sub-Rosa Subway (Woloschuk, Tome) – 4:36

### Face 2
1. True Life Hero (Long) – 3:25
2. Doctor Marvello (Woloschuk) – 3:37
3. Sir Bodsworth Rugglesby III (Woloschuk) – 3:22
4. Little Neutrino (Long) – 8:25

## Musiciens
- Dee Long : chant, claviers, guitares
- John Woloschuk : chant, guitares, basse, claviers
- Terry Draper : batterie, percussions, chœurs